# 48 v.Chr.
Het jaar 48 v.Chr. is een jaartal volgens de christelijke jaartelling. 

## Gebeurtenissen

### Romeinse Rijk
- In Rome worden Gaius Julius Caesar en Publius Servilius Isauricus, door de Senaat gekozen tot consul van het Imperium Romanum.
- Winter - Julius Caesar steekt vanuit Brundisium met een Romeins expeditieleger (7 legioenen) de Adriatische Zee over en landt in Epirus. De Romeinen veroveren de Illyrische havensteden Apollonia en Oricum.
- Gnaeus Pompeius Magnus bezet Dyrrhachium, Caesar isoleert de Pompeianen en laat rondom de vestingstad een circumvallatielinie bouwen. Marcus Antonius landt met een Romeins leger (4 legioenen) bij Nymphaeum.
- Slag bij Dyrrhachium: Pompeius Magnus doorbreekt de verdedigingswerken bij Petra, Caesar moet zich terugtrekken naar Thessalië. De Romeinse vloot onder leiding van Lucius Scribonius Libo blokkeert Brundisium.
- Slag bij Pharsalus: Pompeius Magnus wordt door het Romeinse leger (± 22.000 man) onder bevel van Caesar op de vlakte van Pharsalus verslagen. Marcus Claudius Marcellus gaat vrijwillig in ballingschap naar Mytilini.
- Marcus Junius Brutus en Tullius Cicero geven zich over in het legerkamp van Caesar. Hij schenkt hen pardon en benoemt Brutus tot gouverneur van Gallia Cisalpina (Noord-Italië).
- Caesar brengt in Troje offers, ter ere van zijn voorvaderen (familienaam: Julia) en de Romeinse godin Venus. De Oud-Griekse stad wordt met zijn financiële steun verder uitgebreid.
- De 15-jarige Gaius Octavianus wordt dankzij Caesar in het College van Pontifices opgenomen. Het college controleert de staatsreligie.

### Egypte
- Ptolemaeus XIII Theos Philopator pleegt met steun van Pothinus een staatsgreep. Cleopatra VII wordt als co-regentes afgezet en vlucht naar Syria.
- Pompeius Magnus bereikt met familieleden (o.a. Cornelia Metella en Sextus Pompeius) Mytilini en vervolgt zijn zeereis naar Egypte.
- In Alexandrië wordt Pompeius Magnus verwelkomd door een Egyptische delegatie en door hovelingen van Ptolemaeus XIII vermoord.
- Begin van de Alexandrijnse Oorlog, Julius Caesar bezet Alexandrië met 4.000 legionairs en gijzelt in het paleis de koninklijke familie.
- Julius Caesar heeft in het geheim een ontmoeting met Cleopatra VII, hij wordt verliefd op haar en krijgt met de koningin een affaire.
- Ptolemaeus XIII mobiliseert met hulp van zijn generaal Achillas het Egyptische leger (± 20.000 man) en belegert Alexandrië.
- Tijdens de belegering wordt de Bibliotheek van Alexandrië door brand verwoest, ca. 40.000 boekrollen gaan in de vlammen verloren.

### Klein-Azië
- Mithridates van Pergamon verzamelt in Cilicië en Syria een expeditieleger, om Julius Caesar in Egypte militaire steun te bieden.

## Geboren
- Lucius Calpurnius Piso, Romeins consul en adviseur van keizer Augustus (overleden 32)

## Overleden
- Gnaeus Pompeius Magnus (~106 v.Chr. - ~48 v.Chr.), Romeins veldheer en staatsman (58)
- Lucius Cornelius Lentulus Crus (~98 v.Chr. - ~48 v.Chr.), Romeins consul en politicus (50)
- Lucius Domitius Ahenobarbus (~98 v.Chr. - ~48 v.Chr.), Romeins consul en veldheer (50)
- Marcus Caelius Rufus (~84 v.Chr. - ~48 v.Chr.), Romeins praetor en staatsman (36)